# Свети Архангел Михаил (Таксиархис)
„Свети Архангел Михаил“ (на гръцки: Ταξιάρχου Μιχαήλ) е православна църква в село Таксиархис (Луково), Гърция, част от Касандрийската епархия.

## История
Църквата е построена върху по-стар базиликален храм, разрушен от османците по време на Халкидическото въстание в 1821 година и по-късно обновен в 1914 година. Строителните работи започват в 1970 година и продължават до 1977 година. Храмът е построен с доброволния труд на жителите на Луково при ефимерий йеромонах Матей Стерюдис. Плановете са на германски архитект. Храмът в архитектурно отношение е кръстокуполен, изграден изцяло от камък от Холомонда. Иконата „Свети Трима Светители“ е на Георгиос Атанасиу, датирана 1839 година и подписана „χειρ Γεωργίου“.
В двора на храма има други сгради, както и гробищния параклис „Свети Теодор Тирон“, който вероятно е бил метох на Дохиар. До параклиса има сграда, известна като „Килиите“, построена в 1960 година. До килиите има триетажна каменна сграда, която принадлежи на църквата и е построена през 1916 г. Тази сграда е била използвана като хан, както и кафене, където са се провеждали всички социални събития. Има и параклис-иконостас, посветен на Свети Димитър със забележителна архитектура.